# Библиотека пионера
«Библиотека пионера. Избранные повести и рассказы» — книжная серия, выпускавшаяся советским издательством «Детская литература», включающая избранные повести и рассказы для детей и юношества. Серия была задумана как своеобразная художественная летопись жизни нескольких поколений советских детей. В 1960-е и в 1970-е годы выпущено два издания по 12 томов, различающиеся набором произведений.

## Описание
Первое издание выходило с 1961 по 1964 гг. в «Государственном издательстве детской литературы» в Москве. Публикация была приурочена к 40-летию Всесоюзной пионерской организации им. Ленина. Книги издавались в оформлении Н. Мунц: однотипных твёрдых переплётах оранжевого цвета, с чёрно-белыми иллюстрациями. Номер тома указан на контртитуле. Формат издания: 60x90/16. Общий объём томов серии составляет 7536 страницы, тираж 200000 экз. Распространялись только по подписке.
Второе издание выходило с 1971 по 1976 гг. в издательстве «Детская литература» (Москва). Публикация была приурочена к 50-летию Всесоюзной пионерской организации им. Ленина. Книги издавались в однотипных твёрдых переплётах сине-серого цвета, с силуэтом пионера с книгой в руке на фоне парусника и первого советского спутника, с чёрно-белыми иллюстрациями. На корешке переплёта и на контртитуле указан номер тома. Формат издания: 60x90/16. Общий объём томов серии составляет 7004 страницы, книги выходили тиражом 200000 экз.

## Список томов первого издания

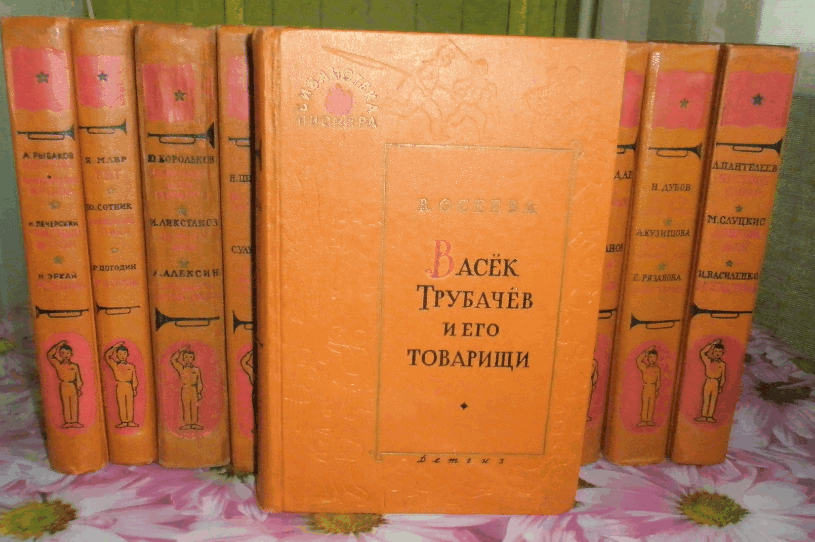
Первое издание «Библиотеки пионера». На переднем плане 2 том серии.

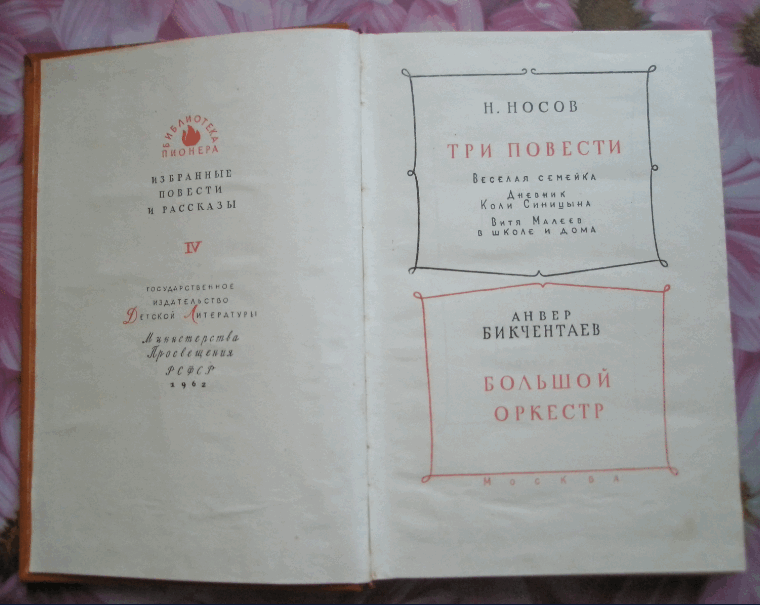
Титульный разворот 4 тома серии

- Гайдар, А. П. Мои товарищи [Текст] : повести / А. П. Гайдар ; Когда я был вожатым : повесть / Н. В. Богданов ; рис. С. Забалуева ; [к сборн.: послесл. И. Кротовой]. — М. : Гос. изд-во дет. лит-ры, 1961. — 646 с. : ил. — (Библиотека пионера : избр. пов. и расск. ; т. 1).

Содерж.: Мои товарищи : повести: Школа / рис. В. Щеглова ; Военная тайна / рис. Д. Хайкина ; Судьба барабанщика / рис. И. Ильинского ; Тимур и его команда / рис. А. Ермолаева ; [ко всем: А. П. Гайдар].
- Осеева, В. А. Васёк Трубачёв и его товарищи [Текст] : повесть / рис. Г. Фитингофа ; сопр. ст. Е. Суворина. — М. : Гос. изд-во дет. лит-ры, 1961. — 848 с. : ил. — (Библиотека пионера : избр. пов. и расск. ; т. 2).
- Кассиль, Л. А. Улица младшего сына [Текст] : повесть / Л. А. Кассиль ; М. Л. Поляновский ; рис. И. Ильинского ; Стожары : повесть / А. И. Мусатов ; рис. В. Колесникова ; [к сборн.: послесл. А. Алексина]. — М. : Гос. изд-во дет. лит-ры, 1962. — 680 с. : ил. — (Библиотека пионера : избр. пов. и расск. ; т. 3).
- Носов, Н. Н. Весёлая семейка [Текст] : повесть / рис. И. Семёнова ; Дневник Коли Синицына : повесть / рис. В. Ладягина ; Витя Малеев в школе и дома : повесть / рис. Ю. Позина ; [ко всем: Н. Н. Носов] ; Большой оркестр / А. Г. Бикчентаев ; рис. Б. Маркевича ; [к сборн.: сопр. ст. Е. Таратулы, Р. Хакимова]. — М. : Гос. изд-во дет. лит-ры, 1962. — 480 с. : ил. — (Библиотека пионера : избр. пов. и расск. ; т. 4).
- Прилежаева, М. П. Над Волгой [Текст] : роман / М. П. Прилежаева ; рис. И. Ильинского ; Морская чайка : повесть / Ю. О. Збанацкий ; рис. А. Лурье ; Дом в Черёмушках : рассказы / М. П. Коршунов ; [к сборн.: сопр. ст. Н. Пильника]. — М. : Гос. изд-во дет. лит-ры, 1963. — 736 с. : ил. — (Библиотека пионера : избр. пов. и расск. ; т. 5).

Содерж.: рассказы: Дом в Черёмушках / рис. М. Фроловой-Багреевой ; Младшая ; Синяя песня ; Двести пятый километр ; В зимнем городе ; Поперечная навигация ; Научный подход ; Коммунальная скворечня ; Мать и сын ; Красные каштаны ; Когда замёрзли дожди ; Зелёная река ; Полоска из ученической тетради ; Хлопоты / рис. Д. Хайкина ; Он показал мне Солнце ; Будь здоров, Капусткин! ; Двое в дороге / рис. Н. Устинова ; Бахчи-Эль : повесть / рис. Д. Хайкина ; [ко всем: М. П. Коршунов].
- Пантелеев, А. И. Честное слово [Текст] : рассказы / Л. Пантелеев ; Добрый дом : повесть / М. Слуцкис ; Звёздочка : повести и рассказы / И. Д. Василенко ; [к сборн.: рис. И. Харкевича ; сопр. ст. Т. Жаровой]. — М. : Гос. изд-во дет. лит-ры, 1963. — 672 с. : ил. — (Библиотека пионера : избр. пов. и расск. ; т. 6).
- Рыбаков, А. Н. Кортик [Текст] : повесть / рис. О. Верейского ; Приключения Кроша : повесть / рис. И. Ильинского ; [ко всем: А. Н. Рыбаков] ; Красный вагон : повесть / Н. П. Печерский ; рис. А. Тамбовкина ; Алёшка : повесть / Н. Эркай ; пер. с эрзя-морд. Ю. Томина ; рис. В. Винокура ; [к сборн.: сопр. ст. А. Тверского].  — М. : Гос. изд-во дет. лит-ры, 1963. — 510 с. : ил. — (Библиотека пионера : избр. пов. и расск. ; т. 7).
- Воронкова, Л. Ф. Старшая сестра [Текст] : повесть ; Личное счастье : повесть / Л. Ф. Воронкова ; рис. Ю. Реброва ; Повесть об Атлантиде : повесть ; Рассказы / Ю. Г. Томин ; рис. Л. Селизарова ; [к сборн.: послесл. С. Баруздина]. — М. : Гос. изд-во дет. лит-ры, 1963. — 592 с. : ил. — (Библиотека пионера : избр. пов. и расск. ; т. 8).
- Дубов, Н. И. Сирота [Текст] : повесть / рис. В. Панова ; Огни на реке : повесть / рис. В. Богаткина ; [ко всем: Н. И. Дубов] ; Честное комсомольское : повесть / А. А. Кузнецова ; рис. С. Забалуева ; На пороге юности / Е. М. Рязанова ; рис. И. Харкевича ; [к сборн.: послесл. А. Брунштейн]. — М. : Гос. изд-во дет. лит-ры, 1963. — 656 с. : ил. — (Библиотека пионера : избр. пов. и расск. ; т. 9).
- Шундик, Н. Е. На севере дальнем [Текст] : повесть / Н. Е. Шундик ; рис. Н. Кочергина ; Утро нашей жизни : повесть / С. Улуг-Зода ; пер. с тадж. В. Смирновой, К. Улуг-Зода ; рис. П. Кирпичёва ; [к сборн.: сопр. ст. Б. Емельянова]. — М. : Гос. изд-во дет. лит-ры, 1964. — 544 с. : ил. — (Библиотека пионера : избр. пов. и расск. ; т. 10).
- Мавр, Я. ТВТ [Текст] : повесть / Я. Мавр ; авт. пер. с бел. А. Тонкеля ; рис. С. Спицына ; Невидимая птица : рассказы / Ю. Сотник ; рис. Г. Валька, И. Семёнова, В. Ладягина ; Рассказы о весёлых людях и хорошей погоде / Р. Погодин ; рис. Л. Селизарова ; [к сборн.: сопр. ст. Н. Богданова]. — М. : Гос. изд-во дет. лит-ры, 1964. — 448 с. : ил. — (Библиотека пионера : избр. пов. и расск. ; т. 11).
- Корольков, Ю. М. Партизан Лёня Голиков : повесть / Ю. М. Корольков ; рис. К. Безбородова ; Первое имя : повесть / И. И. Ликстанов ; рис. И. Ильинского ; Тридцать один день : Дневник пионера Саши Василькова / А. А. Алексин ; рис. В. Коновалова ; [к сборн.: сопр. ст. С. Михалкова]. — М. : Гос. изд-во дет. лит-ры, 1964. — 702 с. : ил. — (Библиотека пионера : избр. пов. и расск. ; т. 12).

## Список томов второго издания

«Библиотека пионера». Второе издание.

- Гайдар, А. П. Военная тайна [Текст] : повесть / рис. Д. Хайкина ; Судьба барабанщика : повесть / рис. И. Ильинского ; Тимур и его команда : повесть / рис. А. Ермолаева ; [ко всем: А. П. Гайдар ; сопр. ст. Л. Кассиля] ; Великое противостояние : повесть / Л. А. Кассиль ; рис. А. Ермолаева ; сопр. ст. С. Баруздина. — М. : Детская литература, 1971. — 640 с. : ил. — (Библиотека пионера : избр. повести и рассказы ; 2-е изд. ; т. 1).
- Космодемьянская, Л. Т. Повесть о Зое и Шуре [Текст] / Л. Т. Космодемьянская ; лит. зап. Ф. Вигдоровой ; Повесть о сыне / Е. Н. Кошевая ; лит. ред. П. Гаврилова ; Четвёртая высота : повесть / Е. Я. Ильина ; [к сборн.: сопр. ст. Ю. Яковлева]. — М. : Детская литература, 1972. — 624 с. : ил. — (Библиотека пионера : избр. повести и рассказы ; 2-е изд. ; т. 2).
- Карим, М. Радость нашего дома : повесть / рис. В. Горячёва ; Таганок : повесть / рис. С. Забалуева ; [ко всем: М. Карим] ; Девочка в бурном море : повесть / З. И. Воскресенская ; рис. Р. Вольского ; Оруженосец Кашка : повесть / В. П. Крапивин ; рис. Е. Медведева ; [к сборн.: сопр. ст. И. Мотяшова]. — М. : Детская литература, 1972. — 704 с. : ил. — (Библиотека пионера : избр. повести и рассказы ; 2-е изд. ; т. 3).
- Носов, Н. Н. Фантазёры [Текст] : рассказы / Н. Н. Носов ; рис. Г. Валька и И. Семёнова ; Саша и Шура : повесть / А. Алексин ; рис. Б. Винокурова ; Незнакомец из тринадцатой квартиры, или похитители ищут потерпевшего : Приключ. повесть, написанная Явой Ренем и Павлушей Завгородним / В. З. Нестайко ; пер. с укр. Н. Симакова ; рис. Г. Алимова ; [к сборн. сопр. ст. С. Михалкова]. — М. : Детская литература, 1972. — 576 с. : ил. — (Библиотека пионера : избр. повести и рассказы ; 2-е изд. ; т. 4).
- Воронкова, Л. Ф. Алтайская повесть [Текст] / Л. Ф. Воронкова ; рис. Л. Коростышевского ; На краю земли : повесть / Н. И. Дубов ; рис. В. Высоцкого ; Знаменитая повесть / М. Магомедов ; пер. с авар. Ц. Голодного ; рис. А. Шадаевского ; [к сборн.: сопр. ст. Л. Разгона]. — М. : Детская литература, 1973. — 576 с. : ил. — (Библиотека пионера : избр. повести и рассказы ; 2-е изд. ; т. 5).
- Назир, Х. Неугасимые молнии [Текст] : повести и рассказы / Х. Назир ; пер. с узб. Б. Зубавина ; Генка Пыжов — первый житель Братска : повесть / Н. П. Печерский ; рис. А. Тамбовкина ; Президент Каменного острова : повесть / В. Ф. Козлов ; рис. О. Острова ; [к сборн.: сопр. ст. Н. Павловой]. — М. : Детская литература, 1973. — 702 с. : ил. — (Библиотека пионера : избр. повести и рассказы ; 2-е изд. ; т. 6).

Содерж.: рассказы: Куст хлопка ; Колосья / рис. С. Забалуева ; Али и Шер ; Жеребёнок Махмудджана ; Фатима и Зухра ; Домбра ; Альбом ; Упрямые девочки ; Два рассказа об Эркине / рис. М. Лисогорского ; Пионерский сад ; Степной воздух ; Затмение солнца ; Лола ; Представление / рис. С. Забалуева ; повести: Неугасимые молнии / рис. С. Забалуева ; Огненная река / рис. М. Лисогорского ; [ко всем: Х. Назир].
- Мусатов, А. И. Клава Назарова [Текст] : повесть / А. И. Мусатов ; Мы — ребята живучие : повесть / И. К. Серков ; пер. с бел. А. Островского ; [ко всем: рис. Г. Акулова] ; Степное солнце : повесть / П. А. Павленко ; рис. О. Верейского ; [к сборн.: сопр. ст. Т. Полозовой]. — М. : Детская литература, 1974. — 560 с. : ил. — (Библиотека пионера : избр. повести и рассказы ; 2-е изд. ; т. 7).
- Сотник, Ю. В. Приключение не удалось [Текст] : повесть ; Машка Самбо и Заноза : повесть / Ю. В. Сотник ; рис. О. Коровина ; Мальчишки из Икалто : повесть / Л. Мрелашвили ; пер. с груз. Э. Эбаноидзе ; Борька, я и невидимка : повесть / Ю. Г. Томин ; [к обоим: рис. С. Спицына] ; [к сборн.: сопр. ст. А. Алексина]. — М. : Детская литература, 1974. — 463 с. : ил. — (Библиотека пионера : избр. повести и рассказы ; 2-е изд. ; т. 8).
- Баруздин, С. А. Её зовут Ёлкой [Текст] : повести и рассказы / С. А. Баруздин ; рис. Л. Дурасова ; Малышок : повесть / Ликстанов, И. И. ; рис. В. Винокура ; Новая родня : повесть / Н. Эркай ; авт. пер. с эрзя-морд. Н. Богданова ; рис. С. Петрунина ; [к сборн.: сопр. ст. В. Николаева]. — М. : Детская литература, 1975. — 623 с. : ил. — (Библиотека пионера : избр. повести и рассказы ; 2-е изд. ; т. 9).

Содерж.: повести: Её зовут Ёлкой ; Новые дворики ; Только не завтра ; Первое апреля — один день весны ; Какое оно, море? ; рассказы: Тринадцать лет… ; Лесной рассказ / С. А. Баруздин.
- Соболев, А. П. Грозовая степь : повесть / А. П. Соболев ; рис. Г. Епишина ; Ледоход : повесть / рис. Г. Никольского ; Медвяные росы : повесть ; Четвёртый Харитон : повесть / рис. К. Безбородова ; [ко всем: М. Н. Фарутин] ; Ливсалские мальчишки : повесть / Л. Вацземниек ; пер с латыш. А. Калнин ; рис. А. Шадаевского ; [к сборн.: сопр. ст. Л. Воронкова]. — М. : Детская литература, 1975. — 496 с. : ил. — (Библиотека пионера : избр. повести и рассказы ; 2-е изд. ; т. 10).
- Раннап, Я. Юран Салу и его друзья [Текст] : повесть / Я. Раннап ; Жизнь и приключения чудака : повесть / Ю. Я. Яковлев ; [к обоим: рис. В. Гальдяева] ; Ты приходи к нам, приходи : повесть ; Рисунки на асфальте : повесть / В. Голявкин ; рис. автора ; [к сборн.: сопр. ст. А. Тверского]. — М. : Детская литература, 1975. — 398 с. : ил. — (Библиотека пионера : избр. повести и рассказы ; 2-е изд. ; т. 11).
- Киселёв, В. Л. Девочка и птицелёт [Текст] : роман / В. Киселёв ; рис. Д. Штеренберга ; Собирающий облака : рассказы / Ю. Я. Яковлев ; рис. Г. Мазурина ; Не опоздай к приливу : повесть / рис. П. Павлинова ; Трава и солнце : повесть / рис. Ф. Лемкуля ; [к обоим: А. И. Мошковский] ; [к сборн.: сопр. ст. В. Разумневича]. — М. : Детская литература, 1976. — 638 с. : ил. — (Библиотека пионера : избр. повести и рассказы ; 2-е изд. ; т. 12).